# Język niskiego poziomu
Język niskiego poziomu – język programowania, w którym jednej operacji elementarnej odpowiada najczęściej jedna operacja elementarna rzeczywistego procesora. W języku niskiego poziomu używa się stosunkowo prostych wyrażeń symbolicznych, które odpowiadają zestawowi rozkazów maszynowych.
Miernikiem „poziomu” danego języka programowania jest jego powiązanie ze sprzętem komputerowym (ang. hardware). Przykładowo, w językach asemblerowych (które są językami niskiego poziomu) operuje się bezpośrednio na rejestrach procesora i pośrednio także na komórkach pamięci, brak w nich natomiast abstrakcji programistycznych takich jak pętle czy złożone struktury danych. Istnieje szereg języków, które, mimo że należą do klasy języków wysokopoziomych, posiadają taką budowę i składnię często pozwalającą przewidzieć, jaki będzie odpowiednik programu w asemblerze, a tym samym generować z nich efektywny kod maszynowy. Do takich języków należy m.in. język C. Inne języki wysokopoziomowe, takie jak np. Java wraz z innymi językami obiektowymi, wprowadzają szereg abstrakcji programistycznych często tak oddalonych od sprzętu komputerowego (reprezentowanego przez instrukcje procesora, rejestry, adresy), że ten staje się dla programisty niewidoczny.
Określenie „język niskiego poziomu” może być rozumiane również jako skala oceny subiektywnej danego języka programowania względem innego, np. C może być oceniany jako język niskiego poziomu przez osoby programujące w języku Java.

## Kod maszynowy

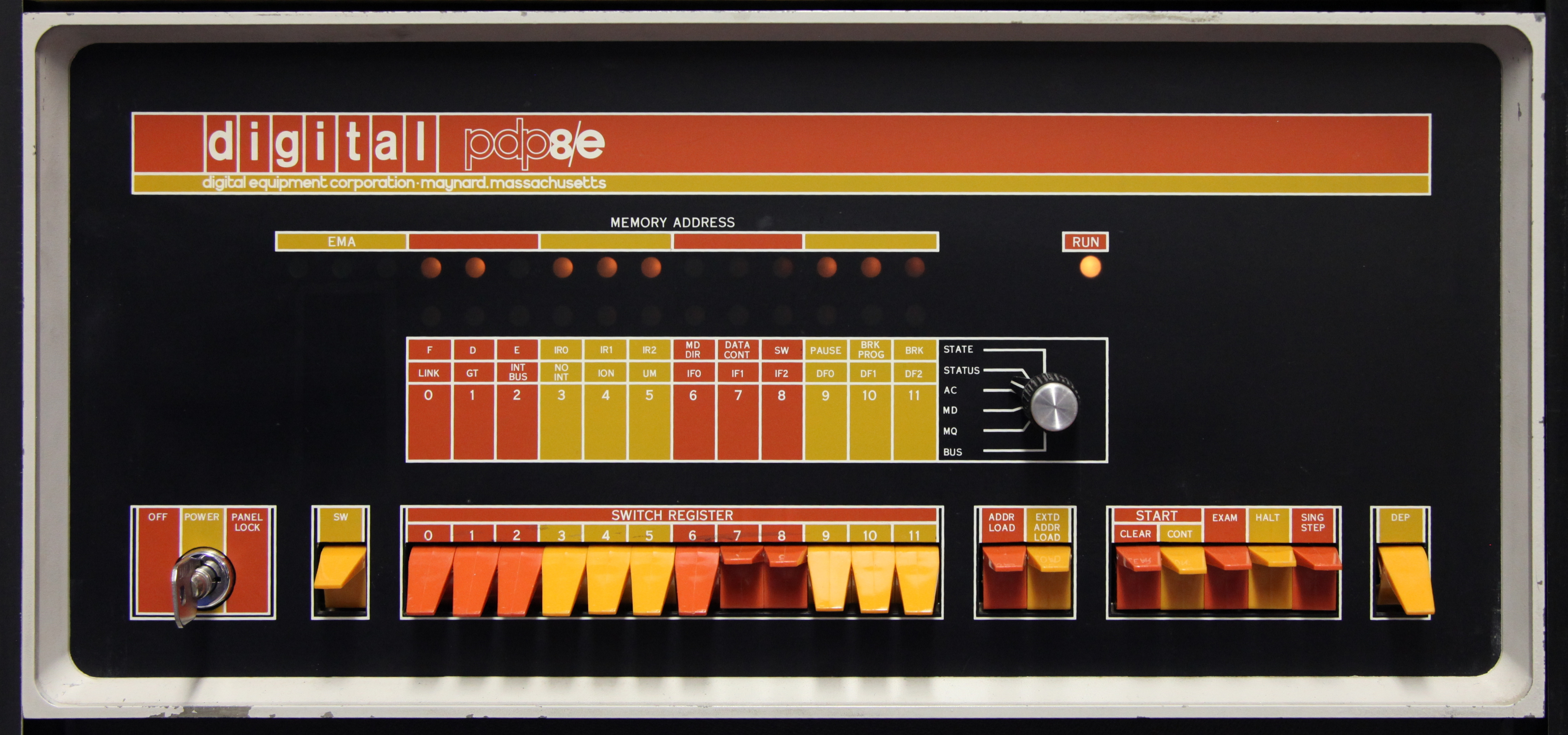
Przedni panel minikomputera PDP-8/E. Rząd przełączników (u dołu) wykorzystywany jest do przełączania w języku maszynowym programu

Kod maszynowy jest jedynym językiem, który komputer może przetwarzać i wykonywać bezpośrednio, bez konieczności wcześniejszej transformacji kodu. Obecnie programiści praktycznie w ogóle nie piszą programów w kodzie maszynowym, gdyż wymaga on zwracania uwagi na liczne szczegóły, które w językach wysokopoziomowych są obsługiwane automatycznie. Ponadto wymagane jest zapamiętywanie bądź wyszukiwanie kodów liczbowych dla każdej instrukcji, a modyfikacja kodu jest bardzo trudna.
Rzeczywisty kod maszynowy jest strumieniem surowych, zwykle binarnych danych. Programista, piszący w „kodzie maszynowym” zazwyczaj dokonuje kodowania danych oraz instrukcji w nieco bardziej czytelnej formie, np. w systemie dziesiętnym, ósemkowym, lub heksadecymalnym, który jest tłumaczony na wewnętrzny format przez stosowny program (ang. loader) lub też wprowadzany do pamięci komputera za pomocą panelu przedniego.
Pomimo iż niewiele programów napisanych jest w języku maszynowym, programiści często opanowują jego czytanie poprzez pracę ze zrzutami pamięci lub poprzez debuggowanie za pomocą przedniego panelu.
Przykład: funkcja zaprezentowana w heksadecymalnej postaci 32-bitowego x86 kodu maszynowego, obliczająca n-ty wyraz ciągu Fibonacciego:
```
8B542408 83FA0077 06B80000 0000C383
FA027706 B8010000 00C353BB 01000000
C9010000 008D0419 83FA0376 078BD98B
B84AEBF1 5BC3

```